# Hjalmar Åström
Jakob Hjalmar Åström, född 22 augusti 1888 i Uppsala, död 28 april 1957, var en svensk militär (generallöjtnant).

## Biografi
Åström avlade studentexamen 1906. Åström blev underlöjtnant 1908, löjtnant 1910, kapten 1918, major 1931, överstelöjtnant 1933, överste 1935, generalmajor 1941 och generallöjtnant i mars 1953. Han genomgick Infanteriskjutskolan 1911, Kungliga Sjökrigshögskolan 1912-1913 och Krigshögskolan 1916-1918. Åström var adjutant i chefens för kustartilleriets stab 1922-1927, lärare vid Kungliga Sjökrigshögskolan 1926-1927, stabschef i kommendantstaben i Karlskrona fästning 1933-1935 och chef för Karlskrona kustartilleriregemente (KA 2) 1935-1941. Åström var därefter inspektör för kustartilleriet 1941-1953.
Han blev ledamot av Kungliga Krigsvetenskapsakademien 1939 och hedersledamot av Kungliga Örlogsmannasällskapet 1941. Åström var son till kronofogde Per Jakob Åström och Lydia Humble. Han gifte sig 1919 med Margit Lisa Christer-Nilsson (1895-1991), dotter till förste provinsialläkare J. Anders Christer-Nilsson och Anna Engström. Han var far till Hans Christer Per Hjalmarsson Åström (1921-2000). Åström avled den 28 april 1957 och gravsattes den 18 maj 1957 på Galärvarvskyrkogården.

## Utmärkelser
Åströms utmärkelser:
- Kommendör med stora korset av Svärdsorden (KmstkSO)
- Riddare av Vasaorden (RVO)
- Kommendör av Norska Sankt Olavsorden med stjärna (KNS:tOOmstj)
- Norska Haakon VII:s Frihetskors (NFrK)